# Цихорадз
Цихорадз (пол. Cichoradz, нім. Tannhagen) — село в Польщі, у гміні Злавесь-Велика Торунського повіту Куявсько-Поморського воєводства.
Населення — 298 осіб (2011).
У 1975-1998 роках село належало до Торунського воєводства.

## Демографія
Демографічна структура станом на 31 березня 2011 року:
|          | Загалом | Допрацездатний вік | Працездатний вік | Постпрацездатний вік |
| -------- | ------- | ------------------ | ---------------- | -------------------- |
| Чоловіки | 157     | 44                 | 102              | 11                   |
| Жінки    | 141     | 34                 | 85               | 22                   |
| Разом    | 298     | 78                 | 187              | 33                   |